# Luis Fonsi

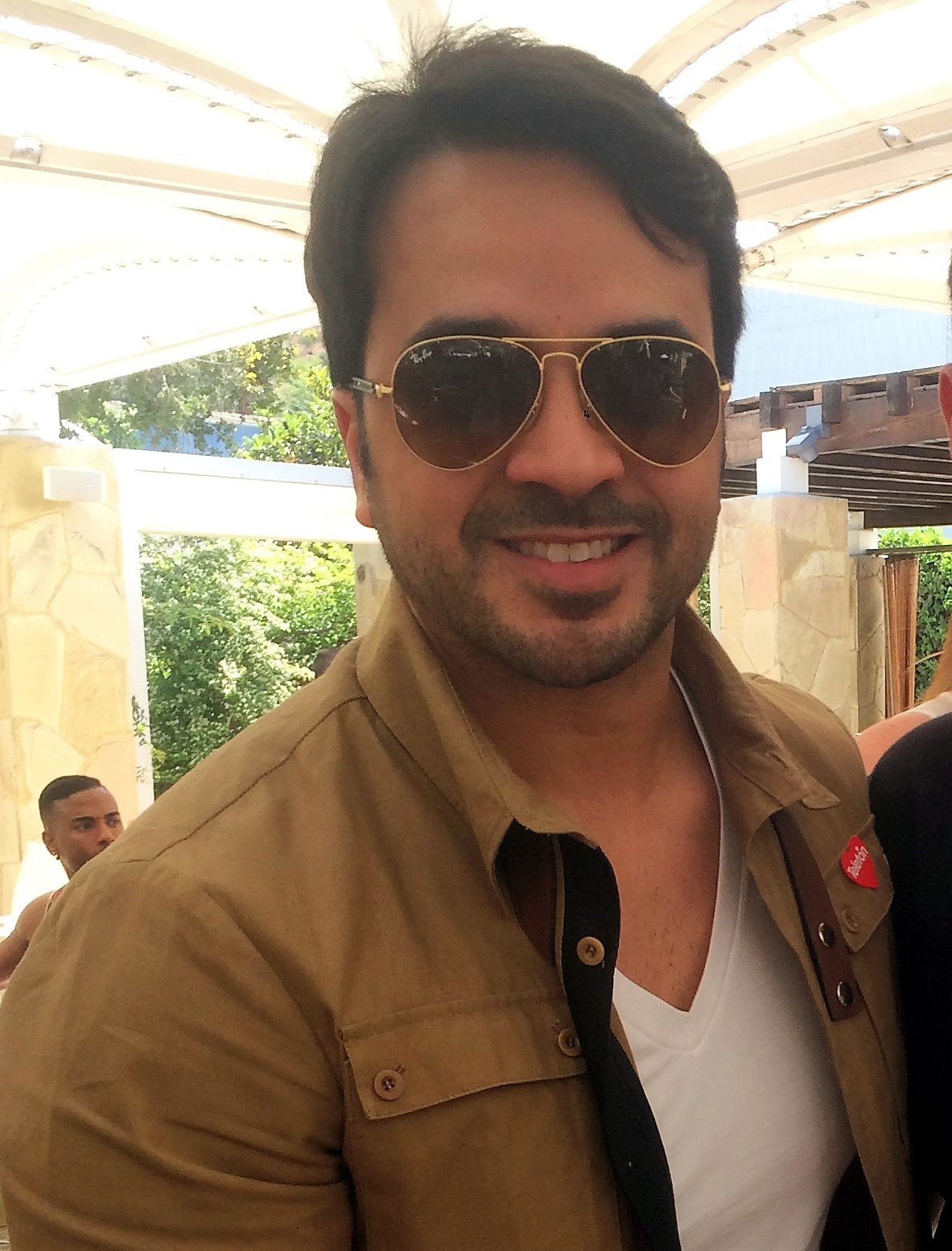
Luis Fonsi (2015)

Luis Fonsi (* 15. April 1978 als Luis Alfonso Rodríguez López-Cepero in San Juan, Puerto Rico) ist ein puerto-ricanisch-amerikanischer Latin-Pop-Sänger und Songwriter. Sein größter Erfolg war das Lied Despacito (2017).

## Jugend
Fonsi wurde 1978 in Puerto Rico geboren und zog im Alter von sechs Jahren mit seiner Familie nach Orlando, Florida. Ab einem Alter von zehn Jahren hatte er den Wunsch, Mitglied der lateinamerikanischen Boyband Menudo zu werden, den er nicht verwirklichen konnte. Er wirkte in mehreren unbekannteren Boybands mit, u. a. in der Band Big Guys, wobei er Freundschaft mit dem späteren *NSYNC-Mitglied Joey Fatone schloss. 1995 begann Fonsi ein Musikstudium an der Florida State University.

## Karriere

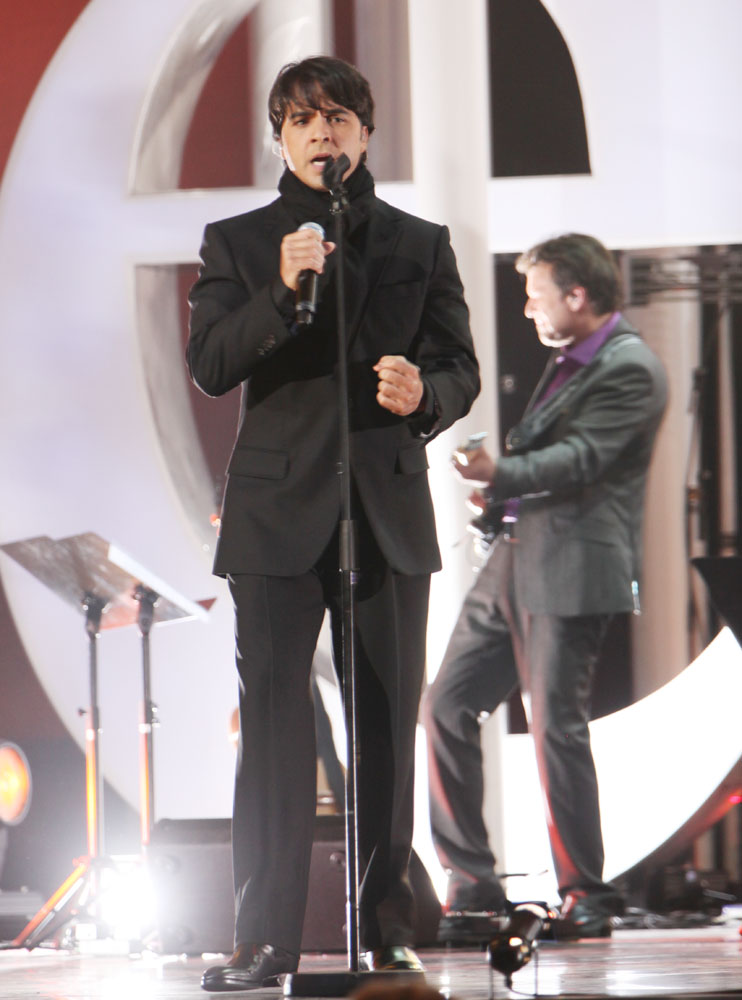
Luis Fonsi (2009)

Während des Studiums nahm Fonsi Demo-Songs in Miami, Florida auf. Der Präsident der Fachschaft Musik entdeckte Fonsis Talent und arrangierte einen Plattenvertrag mit einer großen Plattenfirma. 1998 nahm Fonsi sein erstes Album Comenzaré auf, das in Lateinamerika ein Hit wurde. Das nächste Album, Eterno, das im Jahr 2000 folgte, hatte ebenso großen Erfolg. Inzwischen war Fonsi auch in Spanien erfolgreich und sang zur Jahrtausendwende für Papst Johannes Paul II. Im selben Jahr gewann Ednita Nazario einen Latin Grammy für ein Lied, das Fonsi komponiert hatte. 
2001 trat er anlässlich der Terroranschläge am 11. September mit verschiedenen anderen Künstlern im Weißen Haus auf. Auch 2001 entstanden Remixe der beiden Alben Comenzaré und Eterno, während Fonsi an seinem nächsten Album, Amor Secreto, arbeitete, das 2002 erschien. Im selben Jahr folgte sein erstes englischsprachiges Album, Fight the Feeling. 2004 arbeitete er mit Ex-Spice-Girl Emma Bunton für deren zweites Soloalbum Free Me zusammen und debütierte als Schauspieler in der mexikanischen Telenovela Corazones al limite in der Rolle des Roy.
Fonsis fünftes Album Abrazar la Vida öffnete ihm durch seine Verkaufsquote neue Märkte in Europa, und die Single ¿Quién te dijo eso? erreichte hohe Plätze in den Charts. Durch sein sechstes Album Paso a Paso wurde er international bekannt. Die Single Nada es para siempre erreichte die Chartspitze und verschaffte Fonsi eine Nominierung für die Latin Grammy Awards. 2006 veröffentlichte er sein erstes Best-of-Album Éxitos 98:06. Im September 2008 folgte das Album Palabras del Silencio. 
Mit der Single No me doy por vencido erreichte er erstmals die Billboard Hot 100 (anfangs Platz 98, schließlich Platz 92) und außerdem Platz 1 der Billboard Hot Latin Tracks. Im Oktober 2008 gab Fonsi ein privates Konzert für die 700 Gewinner eines von Pepsi gesponserten Preisausschreibens. Im Dezember 2009 trat er bei der Verleihung des Friedensnobelpreises an Barack Obama in Oslo auf.
Im Frühjahr 2017 erzielte Fonsi mit der Single Despacito gemeinsam mit Daddy Yankee einen weltweiten Hit und erreichte in zahlreichen europäischen Ländern Top-10-Platzierungen sowie unter anderem Platz eins der deutschen, österreichischen, Schweizer, italienischen und spanischen Musikcharts. Das offizielle Musikvideo wurde zudem das erste im Jahr 2017 veröffentlichte Video auf der Plattform YouTube, das die Marke von zwei Milliarden Aufrufen erreichte. Im November 2017 veröffentlichte Fonsi gemeinsam mit Demi Lovato das Lied Échame la culpa. Dieser Track konnte ebenfalls Platz eins in Spanien und zahlreichen lateinamerikanischen Ländern sowie die Top-10 unter anderem in Deutschland, Italien und der Schweiz erreichen.
Nachdem Fonsi bereits bei der Echoverleihung 2018 und der Helene Fischer Show zusammen mit Helene Fischer im Duett ein Medley seiner Lieder Despacito und Échame la culpa gesungen hatte, erschien im August 2021 die Single Vamos a marte, bei der Fonsi Fischer als Gastsänger unterstützt. Die Single erreichte Top-10-Platzierungen in Deutschland, Österreich und der Schweiz.

## Privatleben
Als 2005 während einer Tour Fonsis bei seiner Freundin Adamari López Krebs diagnostiziert wurde, sagte er seine Konzerte ab, um bei ihr zu bleiben, bis sie 2006 aus dem Krankenhaus entlassen werden konnte. Im Juni 2006 heirateten Fonsi und López in Guaynabo in Puerto Rico. Im November 2009 gab das Paar die Scheidung bekannt.

## Diskografie
Studioalben

| Jahr | Titel Musiklabel                             | Höchstplatzierung, Gesamtwochen, AuszeichnungChartplatzierungen (Jahr, Titel, Musiklabel, Platzierungen, Wochen, Auszeichnungen, Anmerkungen) | Höchstplatzierung, Gesamtwochen, AuszeichnungChartplatzierungen (Jahr, Titel, Musiklabel, Platzierungen, Wochen, Auszeichnungen, Anmerkungen) | Höchstplatzierung, Gesamtwochen, AuszeichnungChartplatzierungen (Jahr, Titel, Musiklabel, Platzierungen, Wochen, Auszeichnungen, Anmerkungen) | Höchstplatzierung, Gesamtwochen, AuszeichnungChartplatzierungen (Jahr, Titel, Musiklabel, Platzierungen, Wochen, Auszeichnungen, Anmerkungen) | Höchstplatzierung, Gesamtwochen, AuszeichnungChartplatzierungen (Jahr, Titel, Musiklabel, Platzierungen, Wochen, Auszeichnungen, Anmerkungen) | Höchstplatzierung, Gesamtwochen, AuszeichnungChartplatzierungen (Jahr, Titel, Musiklabel, Platzierungen, Wochen, Auszeichnungen, Anmerkungen) | Höchstplatzierung, Gesamtwochen, AuszeichnungChartplatzierungen (Jahr, Titel, Musiklabel, Platzierungen, Wochen, Auszeichnungen, Anmerkungen) | Anmerkungen                              |
| Jahr | Titel Musiklabel                             | DE | AT | CH | UK | US | Latin | ES | Anmerkungen                              |
| ---- | -------------------------------------------- | --- | --- | --- | --- | --- | --- | --- | ---------------------------------------- |
| 1998 | Comenzaré Universal Music Latino             | — | — | — | — | — | Latin27 Platin · (7 Wo.)Latin | — | Erstveröffentlichung: 15. September 1998 |
| 2000 | Eterno Universal Music Latino                | — | — | — | — | — | Latin6 Platin · (17 Wo.)Latin | ES42 (1 Wo.)ES | Erstveröffentlichung: 20. Juni 2000      |
| 2002 | Amor secreto Universal Music Latino          | — | — | — | — | US109 (2 Wo.)US | Latin1 Platin · (18 Wo.)Latin | ES45 (1 Wo.)ES | Erstveröffentlichung: 12. März 2002      |
| 2002 | Fight the Feeling MCA Records                | — | — | — | — | — | — | — | Erstveröffentlichung: 2. Juli 2002       |
| 2003 | Abrazar la vida Universal Music Latino       | — | — | — | — | US138 (1 Wo.)US | Latin3 Platin · (18 Wo.)Latin | ES87 (3 Wo.)ES | Erstveröffentlichung: 28. Oktober 2003   |
| 2005 | Paso a paso Universal Music Latino           | — | — | — | — | US62 (5 Wo.)US | Latin2 Platin · (30 Wo.)Latin | ES7 Gold · (14 Wo.)ES | Erstveröffentlichung: 12. Juli 2005      |
| 2008 | Palabras del silencio Universal Music Latino | — | — | — | — | US15 (17 Wo.)US | Latin1 Platin · (90 Wo.)Latin | ES2 Platin · (48 Wo.)ES | Erstveröffentlichung: 26. August 2008    |
| 2011 | Tierra firme Universal Music Latino          | — | — | — | — | US56 (3 Wo.)US | Latin1 (30 Wo.)Latin | ES1 (21 Wo.)ES | Erstveröffentlichung: 28. Juni 2011      |
| 2014 | 8 Universal Music Latino                     | — | — | — | — | US60 (1 Wo.)US | Latin2 (14 Wo.)Latin | ES4 (24 Wo.)ES | Erstveröffentlichung: 19. Mai 2014       |
| 2019 | Vida Universal Music Latino                  | DE27 (3 Wo.)DE | AT41 (1 Wo.)AT | CH6 (14 Wo.)CH | — | US18 (2 Wo.)US | Latin1 ×2Doppeldiamant + Doppelplatin · (203 Wo.)Latin                                                                                        | ES1 Gold · (65 Wo.)ES | Erstveröffentlichung: 1. Februar 2019    |
| 2022 | Ley de gravedad Universal Music Latino       | — | — | — | — | — | Latin27 (1 Wo.)Latin | ES8 (27 Wo.)ES | Erstveröffentlichung: 11. Februar 2022   |
| 2024 | El viaje Universal Music Latino              | — | — | — | — | — | — | ES14 (10 Wo.)ES | Erstveröffentlichung: 17. Mai 2024       |

grau schraffiert: keine Chartdaten aus diesem Jahr verfügbar

## Filmografie

### Fernsehen
- Taina (2001); Gastauftritt
- Corazones al limite (2004); Roy[14]

## Auszeichnungen

### Premio Lo Nuestro
- Male Artist of the Year (Pop) – 2007, 2009, 2010
- Song of the Year (Pop) – 2010
- Collaboration of the Year (General) – 2010

### Premios Juventud
- Hottest Romance (zusammen mit Adamari López) – 2006, 2009
- He’s Got Style – 2007, 2009
- The Perfect Combination – 2009
- Artist of the Moment – 2009
- Catchiest Tune – 2009
- CD to Die For – 2009
- Best Ballad – 2009
- Favorite Pop Artist – 2009
- My Idol Is – 2009